# Igis
Igis (em romanche:  Eigias) foi uma comuna da Suíça, no Cantão Grisões, com cerca de 6.999 habitantes. Estendia-se por uma área de 10,92 km², de densidade populacional de 641 hab/km². Confinava com as seguintes comunas: Maienfeld, Malans, Mastrils, Valzeina, Zizers.
A língua oficial nesta comuna era o Alemão.

## História
Em 1 de janeiro de 2012, passou a formar parte da nova comuna de Landquart.